# 11703 Glassman
11703 Glassman eller 1998 FL121 är en asteroid i huvudbältet som upptäcktes den 20 mars 1998 av LINEAR i Socorro County, New Mexico. Den är uppkallad efter Elena Leah Glassman.